# Cornest
Cornest (né le 23 février 2013) est un cheval hongre Oldenbourg de robe grise, monté en saut d'obstacles par le cavalier brésilien Marlon Módolo Zanotelli.

## Histoire
Cornest naît le 23 février 2013, en Allemagne.
Il est monté dans un premier temps par sa propriétaire Wilma Hellström, qui dispute avec lui des épreuves jusqu'à 1,45 m et une à 1,50 m. Il est ensuite confié au cavalier brésilien Marlon Módolo Zanotelli, qui le monte en février 2022 ; à ses dix ans, le hongre gris participe au CSI5* de Rome et à celui de Paris, puis à celui de Valkenswaard, sur une piste en herbe, où il se révèle le plus rapide lors d'un barrage de quatre cavaliers.
Lors du Grand Prix du concours de saut international 5 étoiles (CSI5*) de Bois-le-Duc en mars 2024, le couple Zanotelli/Cornest boucle le seul double sans-faute de l'épreuve. Lors du CSI5* de Shanghai en mai 2024, ils terminent le plus rapide des 9 parcours sans faute, en 71’’20.

## Description

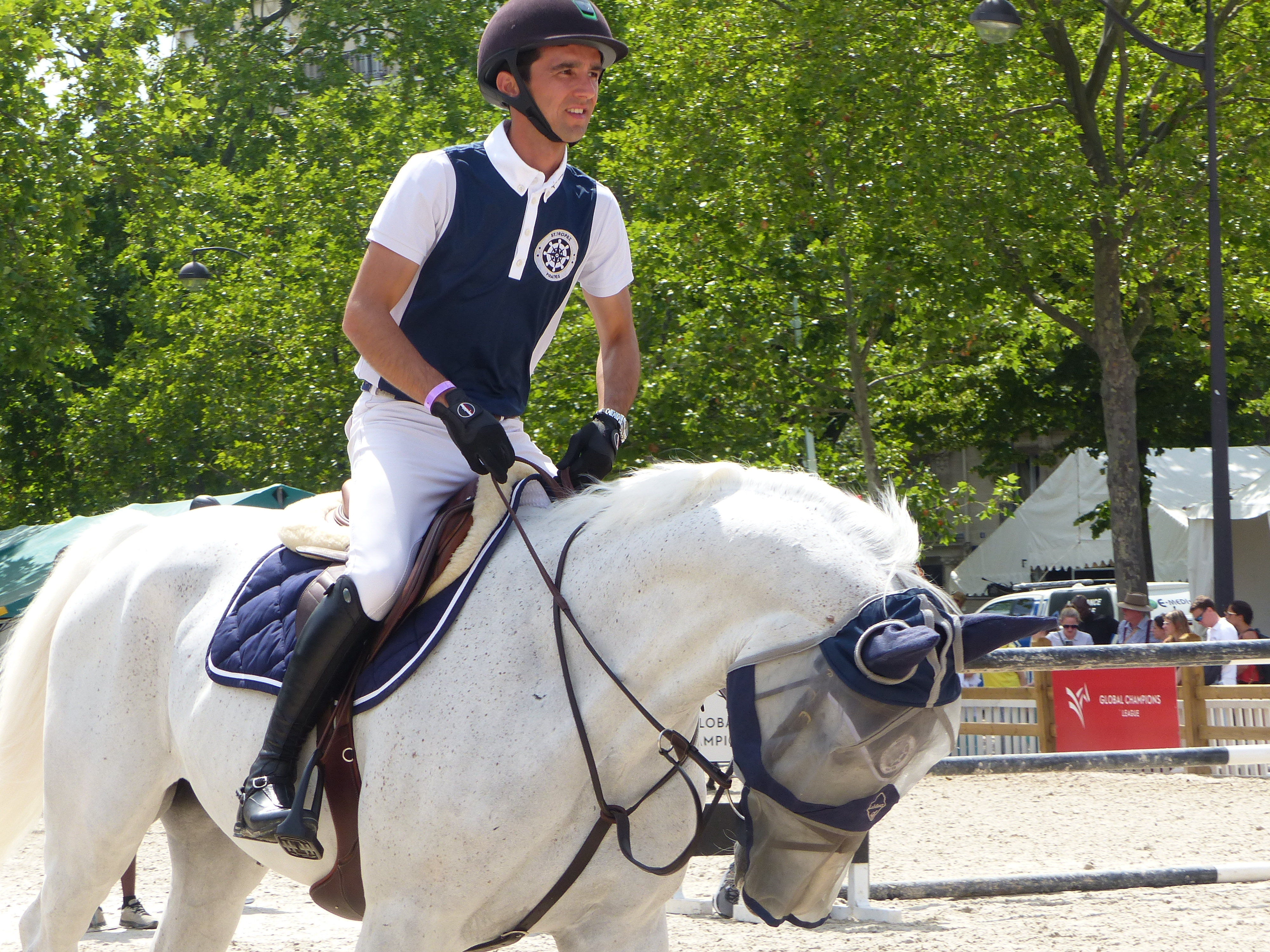
Cornest monté par Marlon Módolo Zanotelli au Paris Eiffel Jumping de 2023.

Cornest est un hongre de robe grise, inscrit au stud-book de l'Oldenbourg .

## Palmarès
- Juillet 2023 : vainqueur du CSI4* de Valkenswaard[2] ;
- Mars 2024 : vainqueur du Grand Prix du CSI5* de Bois-le-Duc[4] ;
- Mars 2024 : vainqueur du CSI5* des Dutch Masters de Brabanthallen à 1,55 m[5] ;
- Mai 2024 : vainqueur du CSI5* de Shanghai, à 1,60 m[3] ;

## Origines
Ses origines sont essentiellement allemandes, puisque c'est un fils de l'étalon Oldenbourg Balou du Reventon, sa mère Lily étant une jument issue de l'étalon Oldenbourg Stakkatol. 
Cornest présente 29,66 % d'origines génétiques Pur-sang selon le site web Hippomundo.